# Se döden på dig väntar (Maria Lang)
Se döden på dig väntar är en kriminalroman av Maria Lang (pseudonym för Dagmar Lange), utgiven första gången 1955 på bokförlaget Norstedts. Romanen har översatts till danska, norska och finska.

## Handling
Intendenten på Drottningholms slottsteater har bjudit in Puck och Einar till ett cocktailparty för att fira en dirigent och hans operaensemble. Bjudningen avslutas med ett besök på den anrika slottsteatern. Stämningen är på topp! Men mitt ibland dem finns en okänd mördare som väntar på sitt intet ont anande offer.

## Karaktärer
- Paul Sandvall, till sin olycka förordnad som intendent vid Drottningholmsteatern.
- Tove Monrad, attraktiv hovsångerska.
- Jill Hassel, välväxt och ironisk sopran.
- Daga Fors, blyg debutant från Värmland.
- Sten Sture Brickman, präktig bas.
- Göran Göransson, tenor med anlag för envishet och svartsjuka.
- Ulrik Annerfelt, alltför skön baryton.
- Mattias Lemming, dirigent med världsrykte.
- Puck Ekstedt, på villovägar.
- Einar Bure, bekymrad äkta man.

samt – slutligen –
- Christer Wijk